# Gennaro Portanova

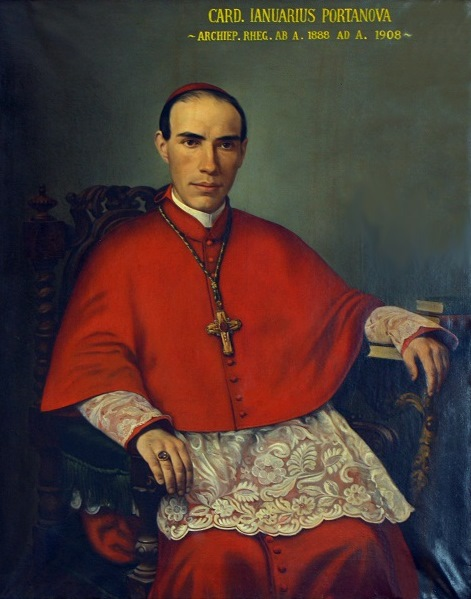
Gennaro Kardinal Portanova (nach 1907)

Gennaro Kardinal Portanova (* 11. Oktober 1845 in Neapel; † 25. April 1908 in Reggio Calabria) war Bischof mehrerer Bistümer und Kardinal der römisch-katholischen Kirche.

## Leben
Der Sohn von Camillo Portanova und Angela Califano, der das Sakrament der Firmung im Jahre 1855 empfing, besuchte eine Jesuitenschule. Durch den Erzbischof von Neapel, Sisto Kardinal Riario Sforza, empfing er am 22. Mai 1869 die Priesterweihe. Er war Professor für Mathematik, Physik und Philosophie in einer Reihe von neapolitanischen Instituten. In den Jahren 1877 bis 1883 war er Professor für Theologie am Priesterseminar in Neapel.
Papst Pius IX. ernannte ihn am 9. August 1883 zum Titularbischof von Rhosus und Koadjutorbischof von Ischia mit dem Recht der Nachfolge. Der Sekretär der Kongregation für die heilige römische und universielle Inquisition und Erzpriester der Lateranbasilika, Raffaele Kardinal Monaco La Valletta, spendete ihm am 12. August desselben Jahres in der Kirche Santissimo Redentore a Villa Caserta in Rom die Bischofsweihe, Mitkonsekratoren waren Camillo Santori, Heiligster Auditor, und Placido Maria Schiaffino OSBOliv, Präsident der Päpstlichen Diplomatenakademie. Nach dem Tod Francesco di Nicolas folgte er ihm am 11. Februar 1885 als Bischof von Ischia nach.
Am 16. März 1888 wurde er zum Erzbischof von Reggio Calabria ernannt. Das Bistum Bova leitete er von 1889 bis 1895 als Apostolischer Administrator. Als Diözesanadministrator leitete er das Bistum Oppido Mamertina von 1898 bis 1899. Er war auch Protektor der Töchter der Unbefleckten Jungfrau Maria von Reggio Calabria, die von Brigida Maria Postorino in Catona gegründet wurden.
Leo XIII. nahm ihn am 18. Juni 1899 als Kardinalpriester in das Kardinalskollegium auf und er erhielt am 22. Juni des gleichen Jahres die Titelkirche San Clemente. Er nahm am Konklave 1903, das Papst Pius X. wählte, teil.
Nachdem er am 25. April 1908 um 6 Uhr morgens gestorben war, wurde sein Leichnam in der Kathedrale von Reggio Calabria aufgebahrt und auf dem städtischen Friedhof von Reggio Calabrias beigesetzt. Später wurden seine sterblichen Überreste in die Kathedrale von Reggio Calabria überführt.